# Оранжевый агент
Ларфлиз (англ. Larfleeze), так же известен как Оранжевый Агент (англ. Agent Orange) — персонаж комиксов компании DC Comics. Дебютировал в DC Universe #0  в июне 2008 года и был создан писателем Джеффом Джонсом и художником Итаном Ван Скивером. В будущем Ларфлиз появится в Расширенной вселенной DC.

## История публикаций
Персонаж Ларфлиза был придуман Джеффом Джонсом в качестве одного из главных персонажей сюжетной линии «Темнейшая ночь». На фестивале San Diego Comic-Con International в 2009 году, Джонс рассказал, что имя Ларфлиза были придумано путём объединения двух английских слов «lard», что означает «сало», и «sleaze», что означает «аморальный». После короткого первого появления в DC Universe #0 , Ларфлиз эпизодически появлялся во всей серии комиксов, вплоть до номера Green Lantern (vol. 4) #25, где был показан уже в качестве Оранжевого Агента (кодовое имя, которое он получил от Стражей Вселенной). Биография и происхождение Ларфлиза до того, как он получил оранжевую батарею силы, описаны в номере Green Lantern vol. 4, #41, который вышел в июне 2009 года. Ларфлиз участвует в событиях сюжета «Темнейшая ночь», включая Blackest Night: Tales of the Corps. В номере Tales of the Orange Lanterns: Blume, Godhead была показана «вербовка» одного из самых узнаваемых Оранжевых Фонарей.

## Биография

### Происхождение
Ларфлиз, он же Оранжевый Агент — единственный постоянный владелец оранжевого кольца силы. Его происхождение впервые описано во время его беседы с Хэлом Джорданом. Миллионы лет назад Ларфлиз был членом небольшой группы воров, которые украли часть артефактов с планеты Мальтус, включая мистическую коробку Стража Вселенной по имени Крона, которую можно было перепродать нужным людям за большие деньги. В коробке была карта, ведущая к таинственному сокровищу, скрытому на планете Окаара в системе Вега в секторе 2828. Следуя по указаниям на карте, они нашли храм, внутри которого находилась Оранжевая Батарея Силы. Оранжевый цвет символизирует жадность, который овладел ими и Ларфлиз со своей группой начали драться за право обладания оранжевой силой. В конечном счете, разразился ещё больший конфликт и Стражи заключили с двумя выжившими ворами договор — воры вернут им коробку, а Стражи взамен оставят их в покое в секторе 2828 до тех пор, пока оранжевый цвет силы остается внутри сектора и, в целях безопасности, только один из двух воров будет использовать новую силу. Им стал Ларфлиз, который убил своего соперника.
Ларфлиз появляется вновь после событий Войны Корпуса Синестро, когда Контроллеры, в поисках нового источника энергии, появляются в системе Вега. Они вторгаются в храм, но Ларфлиз их убивает, сочтя это попыткой Стражей Вселенной вторгнуться в его владения и отправляется к ним в виде проекции и разрывает мирный договор. В связи с этим, Стражи вывели сектор 2828, в котором находится система Вега, из-под юрисдикции Корпуса Зеленых Фонарей. Отряд Фонарей, возглавляемых Стражами Вселенной, позже направляется на планету Окаара, и во время этого Ларфлиз узнает о Корпусе Голубых Фонарей, увидев голубое кольцо на пальце Джордана, и заключает сделку с Стражами, в обмен на местонахождение базы Голубых Фонарей и Ларфлиз нападает на их штаб-квартиру на планете Одим.

### Оранжевый Агент
В то время, когда Ларфлиз пришел в ярость из-за того, что договор между ним и Хранителями был нарушен, Зелёный Фонарь по имени Стел, преследуя членов Корпуса Синестро, нарушает границы и входит в систему Вега, несмотря на то что Зелёным Фонарям запрещено там находиться. Находясь в системе Вега, член Корпуса Синестро был поглощен членом Оранжевых Фонарей Блюмом. Блюм захватывает Стела и ранит его, а после чего клеймит его символом Корпуса Оранжевых Фонарей. Когда Зеленые Фонари спасают Стела и возвращают его на планету Оа, Ларфлиз продолжает восстание против Стражей, думая, что они стремятся украсть оранжевую батарею. Ларфриз, используя своё спроектированное изображение, угрожает Стражам расправой, несмотря на их объяснения, что границы его сектора нарушили не они, а Контроллеры. Стражи не стали подчиняться Оранжевому Агенту и разрушили его проекцию.
Этот конфликт знаменует собой начала следующего этапа развития события в комиксах и становится подводящим к кроссоверу «Темнейшая ночь». Повествование в нём начинается с внесения Стражами Вселенной четвёртого закона в Книгу Оа: сектор 2828 снова находится под контролем Зеленых Фонарей, что позволило Стражам и Зелёным Фонарям совершить нападение на Вегу. Хэл Джордан, с недавно полученным голубым кольцом силы от Гансета и Сайда, был включен в команду нападения. Прибыв на Окаару, Зеленые Фонари встретили сопротивление от Оранжевых Фонарей Ларфлиза. Они обнаруживают, что зелёное кольцо силы имеет малый эффект против оранжевого кольца. Во время битвы, Джордан отделившись от остальной команды, встречается в схватке с Оранжевым Агентом. Ларфлиз увидев голубое кольцо Джордана, решает заполучить его, но дотронувшись до него это желание было подавленно силой голубого кольца. Разгневавшись, Ларфлиз попытался заключить сделку с Джорданом, который всё же соглашается отдать кольцо, но обнаруживает, что не способен снять его. В ярости, Ларфлиз создает топор из оранжевой энергии и отрубает руку Джордану. Отделившись от Хэла, кольцо пригласило Ларфлиза вступить в Корпус Голубых Фонарей. На какой-то момент, злоба Ларфлиза пропала и он почувствовал умиротворение, но облегчение было временным, поскольку оказалось, что голубое кольцо Джордана создало иллюзию и внушило её Ларфлизу, чтобы обмануть. Поверив, что он получил голубое кольцо, Ларфлиз не заметил, что настоящее кольцо было до сих пор на руке Джордана, и то, что он отрубил ему руку было иллюзией кольца. Позже, во время сражения, Джордан попал под влияние жадности, исходящей из Оранжевой Батареи Ларфлиза. Оказалось, что Ларфлиз из-за долгого контакта с ней стал её частью, так же как и Стражи Вселенной неразрывно связаны с Центральной Батареей Силы на планете Оа.
Хэл Джордан смог победить Ларфлиза и получил контроль над своим голубым кольцом силы, но Стражи знали, что если он извлечет Оранжевую Батарею Силы из Ларфлиза, то им не удастся сохранить её в тайне, и тот, кто её найдет, станет новым Оранжевым Фонарем. Предпочтя контролировать местонахождение оранжевой энергии, Стражи снова идут на сделку с Ларфлизом, который просит у них назвать ему местонахождение базы Корпуса Голубых Фонарей и нападает на них. Во главе армии Оранжевых Фонарей находится проекция Ларфлиза, в то время как сам Ларфлиз находится на Окаара и наблюдает за конфликтом через оранжевую батарею.

## Оружие
Будучи единственным обладателем всей силы оранжевого спектра жадности, Ларфлиз способен на равных противостоять даже Стражам Вселенной. Все убитые и поглощённые им существа становятся членами его Корпуса в виде проекций из оранжевого света. Однако его сила не работает против голубого цвета Корпуса Голубых Фонарей. Его способности схожи со способностями других Корпусов: полёт, создание защитных щитов, различных конструкций, а также проекций. Отличительной способностью Оранжевого Агента является способность поглощать своих жертв и создавать их проекции, тем самым добавляя их в свой Корпус. Он может поглотить любого Фонаря или кого-либо другого, обладающего силой, однако не способен сделать то же самое с Голубыми Фонарями и Звездными Сапфирами. Когда он временно освободился от кольца, он надеялся больше не стать тем, кого убивал ради своего темного желания, и его желание вернуло обратно в Оранжевый Корпус.
Сила Ларфлиза увеличивается, так как он постоянно находится в контакте со свой Батареей Силы. В результате этого он может управлять проекциями всего Корпуса и своей собственной, даже если находится далеко от них.
На San Diego Comic-Con International создатель Джефф Джонс подтвердил, что, как и всем, Оранжевому Агенту необходима клятва для того, чтобы подзаряжать своё кольцо, несмотря на слухи об обратном, поскольку до сих пор клятва в комиксах не упоминалась. Также в интервью он заявил, что присяга Оранжевых Фонарей одна из его любимых. Ларфлиз, будучи единственным обладателем кольца, не произносил клятву в Blackest Night #5, когда Хэл Джордан соорудил огромную руку и засунул его лицом прямо в фонарь, после чего он получил многократно увеличенный заряд кольца. На вопросы о том, появится ли вообще клятва в сюжетных линиях Оранжевых Фонарей, Джонс ответил, что это случится «в ближайшее время». Лекс Лютор недавно[когда?] заявил, что он «дал клятву служить корпусу оранжевых фонарей (и какая интересная эта клятва была.)»[прояснить]
В эпилоге сюжетной линии «The Wrath of the First Lantern» в выпуске Green Lantern # 20 Ларфлиз наконец произнёс свою клятву, и его кольцо зарядилось на 100 %, клятва звучала следующим образом:

: «Эта сила моя, это мой свет.
Будь то яркий день, или чёрная ночь.
Я претендую на всё, что попадает в мой взгляд,
Для того, чтобы то, что я хочу, навсегда стало моё!»
И второе:
«Что моё — то моё
И моё и моё,
И моё, и моё, и моё!
Не твоё!»Оригинальный текст (англ.)
«What's mine is mine
and mine and mine,
And mine, and mine, and mine!
Not yours!»
— Ларфлиз, Green Lantern (vol. 5) #20 (июль 2013)